# Leucostoma gravipes
Leucostoma gravipes är en tvåvingeart som beskrevs av Wulp 1890. Leucostoma gravipes ingår i släktet Leucostoma och familjen parasitflugor. Inga underarter finns listade i Catalogue of Life.